# Cribrus plagus
Cribrus plagus är en insektsart som beskrevs av Ball och Delong 1926. Cribrus plagus ingår i släktet Cribrus och familjen dvärgstritar. Inga underarter finns listade i Catalogue of Life.